# Aaron Ekblad
Aaron Ekblad (né le 7 février 1996 à Windsor en Ontario au Canada) est un joueur professionnel canadien de hockey sur glace. Il évolue au poste de défenseur.

## Biographie
En 2011, il obtient le statut de « joueur exceptionnel », qui le permet de jouer au niveau junior dès l'âge de 15 ans, alors que l'âge minimum pour jouer à ce niveau est de 16 ans. Il est seulement le deuxième joueur à recevoir ce statut après John Tavares en 2005. Durant cette même année, il est choisi au premier rang du repêchage de la Ligue de hockey de l'Ontario par les Colts de Barrie. 
À sa première saison chez les juniors, le jeune défenseur réalise 10 buts et 19 aides pour 29 points, qui le permet de gagner le trophée de la famille Emms remis à la meilleure recrue de la LHO. En 2013-2014, il remporte le trophée Max-Kaminsky remis au meilleur défenseur de la ligue après avoir réalisé 53 points (23 buts et 30 aides) en 58 parties.
Ekblad a été repêché par les Panthers de la Floride en tant que premier joueur sélectionné du repêchage d'entrée dans la LNH 2014. Il signe son premier contrat professionnel avec les Panthers pour une durée de trois ans et parvient à intégrer l'équipe de la Ligue nationale de hockey pour la saison 2014-2015. 
À son premier match dans la ligue, le 9 octobre contre le Lightning de Tampa Bay, il obtient son premier point qui est une aide sur le but de Jonathan Huberdeau et le 1er novembre, il marque son premier but dans la LNH contre les Flyers de Philadelphie. À l'issue de la saison, il gagne le trophée Calder remis à la meilleure recrue de la ligue. Il participe avec l'équipe du Canada pour la première fois comme sénior lors du championnat du monde en 2015 et aide l'équipe à remporter la médaille d'or.
Le 2 juillet 2016, il signe une prolongation de contrat de 8 ans pour 60 millions de dollars avec les Panthers, le contrat entrant en vigueur à partir de la saison 2017-2018.
Il remporte la Coupe Stanley 2024 avec les Panthers de la Floride.

## Statistiques

### En club
| Saison     | Équipe                 | Ligue      |     | Saison régulière | Saison régulière | Saison régulière | Saison régulière | Saison régulière |   | Séries éliminatoires | Séries éliminatoires | Séries éliminatoires | Séries éliminatoires | Séries éliminatoires |
| Saison     | Équipe                 | Ligue      | PJ  | B                | A                | Pts              | Pun              | PJ               | B | A                    | Pts                  | Pun                  |                      |                      |
| 2011-2012  | Colts de Barrie        | LHO        | 63  | 10               | 19               | 29               | 34               | 13               | 2 | 3                    | 5                    | 6                    |                      |                      |
| 2012-2013  | Colts de Barrie        | LHO        | 54  | 7                | 27               | 34               | 64               | 22               | 7 | 10                   | 17                   | 28                   |                      |                      |
| 2013-2014  | Colts de Barrie        | LHO        | 58  | 23               | 30               | 53               | 91               | 9                | 2 | 4                    | 6                    | 14                   |                      |                      |
| 2014-2015  | Panthers de la Floride | LNH        | 81  | 12               | 27               | 39               | 32               | -                | - | -                    | -                    | -                    |                      |                      |
| 2015-2016  | Panthers de la Floride | LNH        | 78  | 15               | 21               | 36               | 41               | 6                | 0 | 1                    | 1                    | 0                    |                      |                      |
| 2016-2017  | Panthers de la Floride | LNH        | 68  | 10               | 11               | 21               | 58               | -                | - | -                    | -                    | -                    |                      |                      |
| 2017-2018  | Panthers de la Floride | LNH        | 82  | 16               | 22               | 38               | 71               | -                | - | -                    | -                    | -                    |                      |                      |
| 2018-2019  | Panthers de la Floride | LNH        | 82  | 13               | 24               | 37               | 47               | -                | - | -                    | -                    | -                    |                      |                      |
| 2019-2020  | Panthers de la Floride | LNH        | 67  | 5                | 36               | 41               | 26               | 4                | 0 | 0                    | 0                    | 2                    |                      |                      |
| 2020-2021  | Panthers de la Floride | LNH        | 35  | 11               | 11               | 22               | 33               | -                | - | -                    | -                    | -                    |                      |                      |
| 2021-2022  | Panthers de la Floride | LNH        | 61  | 15               | 42               | 57               | 26               | 10               | 1 | 4                    | 5                    | 11                   |                      |                      |
| 2022-2023  | Panthers de la Floride | LNH        | 71  | 14               | 24               | 38               | 68               | 20               | 2 | 6                    | 8                    | 20                   |                      |                      |
| 2023-2024  | Panthers de la Floride | LNH        | 51  | 4                | 14               | 18               | 50               | 24               | 1 | 5                    | 6                    | 16                   |                      |                      |
| Totaux LNH | Totaux LNH             | Totaux LNH | 676 | 115              | 232              | 347              | 452              | 64               | 4 | 16                   | 20                   | 49                   |                      |                      |

### En équipe nationale
| Année | Équipe               | Compétition                      |    | PJ | B | A | Pts | Pun                |  | Résultat |
| 2012  | Canada Ontario -17   | Défi mondial des moins de 17 ans | 5  | 1  | 2 | 3 | 4   | Médaille de bronze |  |          |
| 2013  | Canada Ontario -17   | Défi mondial des moins de 17 ans | 5  | 2  | 4 | 6 | 4   | Sixième place      |  |          |
| 2013  | Canada -18           | Mémorial Ivan Hlinka             | 5  | 2  | 3 | 5 | 4   | Médaille d'or      |  |          |
| 2014  | Canada -20           | Championnat du monde junior      | 7  | 1  | 1 | 2 | 2   | Quatrième place    |  |          |
| 2015  | Canada               | Championnat du monde             | 10 | 4  | 3 | 7 | 6   | Médaille d'or      |  |          |
| 2016  | Amérique du Nord -24 | Coupe du monde                   | 1  | 0  | 0 | 0 | 0   | 5e place           |  |          |
| 2018  | Canada               | Championnat du monde             | 10 | 1  | 5 | 6 | 6   | 4e place           |  |          |

## Trophées et honneurs personnels

### Ligue de hockey de l'Ontario
- 2011-2012 :
  - nommé dans la première équipe des recrues de la LHO
  - remporte le trophée de la famille Emms de la meilleure recrue de la LHO
- 2013-2014 :
  - nommé dans la première équipe d'étoiles de la LHO
  - remporte le trophée Max-Kaminsky du meilleur défenseur de la LHO

### Ligue nationale de hockey
- 2014-2015 :
  - participe au 60e Match des étoiles de la LNH
  - nommé dans l'équipe des recrues de la LNH
  - remporte le trophée Calder (meilleure recrue)
- 2015-2016 : participe au 61e Match des étoiles de la LNH
- 2023-2024 : remporte la Coupe Stanley avec les Panthers de la Floride